# Jean Dardel
Pour les articles homonymes, voir Dardel.
Jean-Louis-Joseph Dardel (né le 8 janvier 1920 à Toulouse - mort le 5 août 2005) est évêque de Clermont de 1974 à 1995.

## Biographie
Jean Dardel reçoit l'ordination sacerdotale le 29 juin 1946. Paul VI le nomme évêque de Clermont le 18 janvier 1974. Il est consacré par le cardinal Guyot, archevêque de Toulouse, le 17 mars suivant, assisté de Paul Vignancour (archevêque de Bourges) et Chappot de La Chanonie, ancien évêque de Clermont. Il présente sa démission pour raison d'âge le novembre 1995. 
Il meurt à 85 ans, le 5 août 2005. 